# Gregor Tait
Gregor Tait (Glasgow, 20 de abril de 1979) es un deportista británico que compitió en natación.
Ganó dos medallas en el Campeonato Europeo de Natación en Piscina Corta de 2001, plata en 4 × 50 m estilos y bronce en 100 m espalda. Participó en dos Juegos Olímpicos de Verano, ocupando el séptimo lugar en Atenas 2004 y el octavo en Pekín 2008, en la prueba de 200 m espalda.

## Palmarés internacional
| Campeonato Mundial en Piscina Corta | Campeonato Mundial en Piscina Corta | Campeonato Mundial en Piscina Corta | Campeonato Mundial en Piscina Corta |
| Año                                 | Lugar                               | Medalla                             | Prueba                              |
| ----------------------------------- | ----------------------------------- | ----------------------------------- | ----------------------------------- |
| 2001                                | Amberes (Bélgica)                   | Medalla de plata                    | 4 × 50 m estilos                    |
| 2001                                | Amberes (Bélgica)                   | Medalla de bronce                   | 100 m espalda                       |